# 火棘叶柃
火棘叶柃（学名：Eurya pyracanthifolia）为山茶科柃木属下的一个种。

## 扩展阅读
- 維基物種上的相關：火棘叶柃